# Resolutie 402 Veiligheidsraad Verenigde Naties
Resolutie 402 van de Veiligheidsraad van de Verenigde Naties werd bij consensus aangenomen op 22 december 1976, als de laatste VN-Veiligheidsraadsresolutie van dat jaar.

## Achtergrond
Ten tijde van de apartheid werden in Zuid-Afrika tien zogenaamde Bantoestans of thuislanden opgericht waarin de verschillende zwarte volkeren in het land werden afgezonderd. Vier van die thuislanden werden onafhankelijk verklaard, terwijl de andere autonoom werden. Een van die vier was Transkei dat in 1963 ontstond en in 1976 onafhankelijk werd verklaard. Transkei deelde in het noorden een grens met Lesotho. De Verenigde Naties veroordeelden Zuid-Afrika in resolutie 191 vanwege deze politiek en riepen alle landen op om de thuislanden niet te erkennen.

## Inhoud
De Veiligheidsraad:
- Heeft de verklaring van de Minister van Buitenlandse Zaken van Lesotho gehoord.
- Is erg bezorgd over de situatie die is ontstaan door Zuid-Afrika's sluiting van bepaalde grensposten tussen Zuid-Afrika en Lesotho om Lesotho te dwingen het thuisland Transkei te erkennen.
- Herinnert aan de resoluties van de Algemene Vergadering, in het bijzonder resolutie 3411 D (XXX), die de oprichting van de thuislanden veroordeelde en alle overheden opriep ze niet te erkennen.
- Herinnert verder aan resolutie 31/6 A van de Algemene Vergadering die opriep de onafhankelijkheid van Transkei en andere thuislanden niet te erkennen.
- Waardeert de beslissing van Lesotho om Transkei niet te erkennen.
- Bedenkt dat de beslissing in belangrijke mate bijdraagt aan de doelstellingen van de VN in Zuidelijk Afrika.
- Neemt nota van de dringende speciale economische noden die voortkomen uit de sluiting van de grensposten.

1. Steunt resolutie 31/6 A.
2. Eert de beslissing van Lesotho.
3. Veroordeelt elke actie van Zuid-Afrika om Lesotho te dwingen Transkei te erkennen.
4. Roept Zuid-Afrika op onmiddellijk de grensposten te heropenen.
5. Roept alle landen op Lesotho financieel, technisch en materieel te steunen.
6. Vraagt de betrokken VN-organisaties Lesotho bij te staan.
7. Vraagt de Secretaris-Generaal in samenwerking met de VN-organisaties de steun te organiseren.
8. Vraagt de Secretaris-Generaal verder de situatie op te volgen en erover te rapporteren op de volgende vergadering.
9. Besluit om op de hoogte te blijven.

## Verwante resoluties
- Resolutie 386 Veiligheidsraad Verenigde Naties
- Resolutie 388 Veiligheidsraad Verenigde Naties
- Resolutie 403 Veiligheidsraad Verenigde Naties
- Resolutie 407 Veiligheidsraad Verenigde Naties

Lijst ·  385 ·  386 ·  387 ·  388 ·  389 ·  390 ·  391 ·  392 ·  393 ·  394 ·  395 ·  396 ·  397 ·  398 ·  399 ·  400 ·  401 ·  402